# Orbányosfa
Orbányosfa là một thị trấn thuộc hạt Zala, Hungary. Thị trấn này có diện tích 5,68 km², dân số năm 2010 là 144 người, mật độ 25 người/km².